# Villaverde de Sandoval
Villaverde de Sandoval es una localidad española que forma parte del municipio de Mansilla Mayor, en la provincia de León, comunidad autónoma de Castilla y León.

## Geografía

### Ubicación
| Noroeste: Mancilleros            | Norte: Nogales   | Noreste: Mansilla Mayor     |
| Oeste: San Justo de las Regueras |                  | Este: Mansilla de las Mulas |
| Suroeste Roderos                 | Sur: Villacelama | Sureste: Villacelama        |

## Demografía
Evolución de la población
| Gráfica de evolución demográfica de Villaverde de Sandoval entre 2000 y 2017 |
|                                                                              |
| Población de derecho (2000-2017) según el padrón municipal del INE           |